# Glinki (jezioro w województwie lubelskim)
Glinki – jezioro położone we wschodniej części Równiny Łęczyńsko-Włodawskiej, na terenie wsi Okuninka, przy granicy z Orchówkiem, w gminie Włodawa, w powiecie włodawskim, w województwie lubelskim.
Leży w pobliżu Jeziora Białego oraz jezior Świętego i Orchowego.
Od wschodniej strony przylega do niego fragment kompleksu leśnego – Lasy Sobiborskie, na terenie którego utworzono Sobiborski Park Krajobrazowy.
Jest to 46,9 hektarowy zbiornik o średniej głębokości 2,9 metra i maksymalnej głębokości około 8,8 metra.
Zachodnia część jeziora jest porośnięta przez trzcinę pospolitą i grążele żółte. Woda posiada 2 klasę czystości oraz brunatne zabarwienie, ze względu na obecność związków humusowych zawartych w otaczających jezioro ziemiach torfowych.
Występują tu m.in. płocie, leszcze, karpie, liny, szczupaki, sandacze, okonie, sumy, a także raki.